# Jesús Guzmán

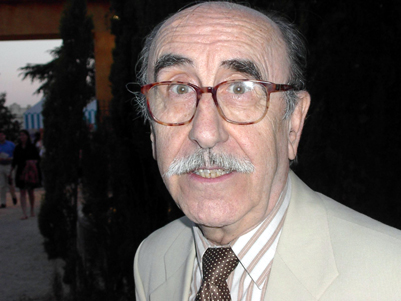
Jesús Guzmán (2002)

Jesús Guzmán Gareta (* 15. Juni 1926 in Madrid; † 16. Oktober 2023 ebenda) war ein spanischer Schauspieler.

## Leben
Guzmán stammt aus einer Künstlerfamilie und debütierte in jungen Jahren, 1935, auf der Bühne in Barcelona, wo er seine Kindheit verbrachte. Später unternahm er als Mitglied der Theatertruppe von Guadelupe Muñoz Sampedro eine Lateinamerika-Tournee und konnte nach seiner Rückkehr in sein Heimatland 1956 als Kinoschauspieler debütieren.
Seine Rollen waren oftmals komödiantischer Natur; einen Höhepunkt seiner Karriere bildete seine Rolle in der Fernsehproduktion Crónicas de un pueblo im Jahr 1972. Mehr und mehr wandte er sich diesem Medium zu, vernachlässigte dabei jedoch seine Bühnenkarriere nicht, die er mit seiner eigenen Theatergesellschaft verfolgte. Guzmán blieb auch im neuen Jahrtausend aktiv und in Kino, Fernsehen und auf der Bühne zu sehen.
Jesús Guzmán starb im Oktober 2023 im Alter von 97 Jahren in Madrid.

## Filmografie (Auswahl)
- 1965: Blei ist sein Lohn (Ocaso de un pistolero)
- 1967: Eine Kugel für Mac Gregor (7 donne per i Mac Gregor)
- 1968: An den Galgen, Bastardo (¿Quien grita venganza?)
- 1969: Die Rechnung zahlt der Bounty-Killer (La morte sull’alta collina)
- 1970: … und Santana tötet sie alle (Un par de asesinos)
- 1971: Kopfgeld für Chako (Bastardo… vamos a matar!)
- 1978: Der Tiefstapler